# Endoxyla tanyctena
Endoxyla tanyctena is een vlinder uit de familie van de Houtboorders (Cossidae). Deze soort is voor het eerst wetenschappelijk beschreven als Xyleutes tanyctena door Alfred Jefferis Turner in een publicatie uit 1945.
De soort komt voor in Australië (Queensland). 